# Ханибуш
Ханибуш (англ. honey bush — «медовый куст») — напиток («травяной чай»), который готовят из некоторых видов южноафриканских растений, относящихся к роду Циклопия (Cyclopia) семейства бобовые. Аналог более широко известного ройбоса.
Кустарники ханибуша не культивируются в промышленных масштабах, растение произрастает только в дикой природе, на склонах гор. Заготовка сырья достаточно трудоёмка ввиду труднодоступности растения. Сбор проходит в период цветения, поскольку именно цветки придают напитку медовый аромат.
Наиболее ценными для заготовки считаются листья и цветы, но стебли растения также используются, поэтому все растение срезается под корень. Ценятся молодые растения, которые обрезаются регулярно (раз в два-три года), а также растения, выросшие на месте выгоревшего леса, так как они дают больше листьев и цветов.
Свежесрезанные цветущие побеги измельчаются, а затем подвергаются ферментации и сушке. Ферментация осуществляется несколькими способами:
- Традиционный способ: сырьё складывают в кучи, напоминающие стога сена, накрывают тканью и оставляют на несколько дней. После этого осуществляется конечное высушивание на открытом воздухе под солнцем.
- Промышленный способ: сырьё помещают в специальные вращающиеся барабаны из нержавеющей стали, в которых ханибуш не только окисляется, но и сушится при температуре 85 °C.

Затем исходное сырьё сортируется. Самая мелкая фракция используется для пакетирования, средняя — для заваривания в рассыпном виде, грубая часть не используется.
Приготовление напитка из ханибуша аналогично приготовлению ройбоса. Ханибуш обладает сладковатым вкусом. Его аромат можно определить как «медовый» или «экзотический фруктовый». В ханибуш, как и в ройбос и мате, можно добавлять молоко, мёд, сахар, а при создании коктейлей — соки.
Напиток не содержит кофеина, в то же время в ханибуше содержится много микроэлементов: железо, натрий, марганец, магний, калий, кальций, цинк, фосфор и медь. В составе напитка присутствуют антиоксиданты и пинитол — вещество, которое нормализует уровень сахара в крови и снижает кровяное давление. Утверждается, что пинитол благотворно влияет на состояние волос и кожи человека.